# Сейба (приток Сисима)
Се́йба — река в Красноярском крае России, правый приток Сисима (бассейн реки Енисей). Длина — 20 км.
Начинается на склонах Манского Белогорья, от истока течёт в общем западном направлении через пихтовую тайгу. Впадает в Сисим в 228 километрах от его устья у подножия горы Мый. В низовьях пересекается железной дорогой Абакан-Тайшет.
Основные притоки — Малая Сейба (пр), Владимировка (пр), Средняя Сейба (пр), Веселый (лв), Борисовский (лв), Шабунинский (пр), Широкий (лв).
Река протекает по территории Курагинского района. Смешанное снего-дождевое питание. Используется последние 2—3 года в золотодобыче артелями, как и река Сисим. Одна из наиболее золотоносных рек системы Сисима.
19 октября 2019 года на реке произошла катастрофа с людскими потерями.

## Данные водного реестра
По данным государственного водного реестра России, относится к Енисейскому бассейновому округу. Речной бассейн — Енисей, речной подбассейн  — Енисей между слиянием Большого и Малого Енисея и впадением Ангары, водохозяйственный участок — Енисей от впадения реки Абакан до Красноярского гидроузла.
Код объекта в государственном водном реестре — 17010300312116100019168.